# Albiorix (måne)
Albiorix er en af planeten Saturns måner: Den blev opdaget den 9. november 2000 af Matthew J. Holman og Timothy B. Spahr, og fik lige efter opdagelsen den midlertidige betegnelse S/2000 S 11. Senere har den Internationale Astronomiske Union vedtaget at opkalde den efter Albiorix fra den keltiske mytologi. Månen Albiorix kendes desuden også under betegnelsen Saturn XXVI.
Albiorix har en relativt høj massefylde sammenlignet med andre Saturn-måner, og man formoder at den består af en blanding af vand-is og klippemateriale. Den har en temmelig mørk overflade, som kun reflekterer 6 % af det lys der falder på den.
| Astronomi | Spire Denne artikel om astronomi er en spire som bør udbygges. Du er velkommen til at hjælpe Wikipedia ved at udvide den. |